# Jules Eckert Goodman
Pour les articles homonymes, voir Goodman.
Jules Eckert Goodman (né le 2 novembre 1876 - mort le 10 juillet 1962) est un dramaturge américain. Il est surtout connu pour ses pièces The Man Who Came Back (1916), The Silent Voice (en) (1914), Chains (1923) ainsi qu'une série mettant en vedette Potash and Permutter, co-écrite avec Montague Glass.

## Biographie
Goodman naît à Gervais (Oregon) en 1876. Il obtient un diplôme de premier cycle de l'université Harvard en 1899, puis une maîtrise de l'université Columbia en 1901.
Il est rédacteur en chef de Current Literature (en) pendant quatre ans. Il écrit également Outing et Dramatic Mirror à cette époque(en),(en). Il obtient son premier succès à Broadway avec Mother (en).
La dernière pièce de Goodman est Many Mansions (1937), écrite avec son fils Eckert Goodman(en).
Il a au moins un fils (Jules Eckert Goodman, Jr.) et deux filles (Helen Goodman et Anna Freedgood)(en). Sa femme meurt en 1959.
Jules Goodman meurt d'une pneumonie à Peekskill, où il a vécu 40 ans.

## Adaptations au cinéma
The Silent Voice (1914), tirée d'une nouvelle du Gouverneur Morris (en)(en), est adaptée quatre fois au cinéma. D'abord en 1915, puis en 1922 sous le titre The Man Who Played God, en 1932 sous le titre de L'Homme qui jouait à être Dieu et en 1955 dans Sincerely Yours(en),(en).
Parmi d'autres films adaptés à partir de pièces de Goodman, on compte Hors du gouffre (1931).

## Liste d’œuvres sélectionnées

### Théâtre
- The Man Who Stood Still (1908)[8](en)
- The Right to Live (1908)
- The Test (1908)
- Mother (1910)
- The Point of View (1912)[9](en)
- The Silent Voice (1914)[10](en)
- The Trap (1915)
- Just Outside the Door (1915)
- Treasure Island (1915) (tirée du roman de Robert Louis Stevenson)
- The Man Who Came Back (1916)
- Object - Matrimony (1916) (co-écrite avec Montague Glass))
- Business Before Pleasure (1917) (co-écrite avec Montague Glass)
- Why Worry? (1918)(co-écrite avec Montague Glass)
- His Honor: Abe Potash (1919) (co-écrite avec Montague Glass)
- Pietro (1920) (co-écrite avec Maud Skinner)
- The Law Breaker (1922)
- Partners Again (1922) (co-écrite avec Montague Glass)
- Chains (1923)
- Simon Called Peter (1924) (co-écrite avec Edward Knoblock)
- Potash and Permutter, Detectives (1926) (with Montague Glass)
- The Great Romancer (1937)[11](en)
- Many Mansions (1937) (co-écrite avec his son)
- George Worthing, American[12](en)

### Roman
- Mother (1911) (tiré de la pièce)